# Monte Sernio
Le Monte Sernio est un sommet des Alpes, à 2 187 m, dans les Préalpes carniques, en Italie (Frioul-Vénétie Julienne).